# Tomažja vas
Tomažja vas je naselje v Občini Škocjan.